# Илеша
И́леша — река в Архангельской области России. Правый приток реки Пинеги. Длина — 204 км, площадь бассейна 2250 км².
Илеша (Малая Илеша) начинается на самом востоке Верхнетоемского района Архангельской области, а затем протекает часть своего течения по территории Удорского района Республики Коми. Малая Илеша затем снова возвращается на территорию Верхнетоемского района, а когда принимает крупный приток — Пинегскую Ёнталу, начинает именоваться просто Илешей. Питание смешанное, с преобладанием снегового. На Илеше располагается довольно крупный посёлок Красная. Наиболее крупные притоки — Пинегская Ёнтала, Кода, Пышега. Среднегодовой расход воды в районе посёлка Красная (43 км от устья) составляет 18,07 м³/с (данные наблюдений с 1973 года по 1988 год).
С 2015 года часть бассейна верховьев Илеши входит в состав Уфтюго-Илешского заказника.